# Cosimo Pinto
Cosimo Pinto (n. 14 martie 1943, Novara, Italia) este un boxer ce a reprezentat Italia, medaliat olimpic. A participat la o ediție a Jocurilor Olimpice (1964) în care a câștigat o medalie de aur.

## Participări
Lista de mai jos prezintă principalele competiții la care a participat Cosimo Pinto de-a lungul carierei.
- boxing at the 1964 Summer Olympics – light heavyweight[*]